# Ayn (Saboya)
 Ayn  es una población y comuna francesa, en la región de Ródano-Alpes, departamento de Saboya, en el distrito de Chambéry y cantón de Le Pont-de-Beauvoisin.

## Demografía
| 297 | 274 | 271 | 255 | 288 | 278 |
| Para los censos de 1962 a 1999 la población legal corresponde a la población sin duplicidades (Fuente: INSEE [Consultar]) |     |     |     |     |     |